# Miga (pan)

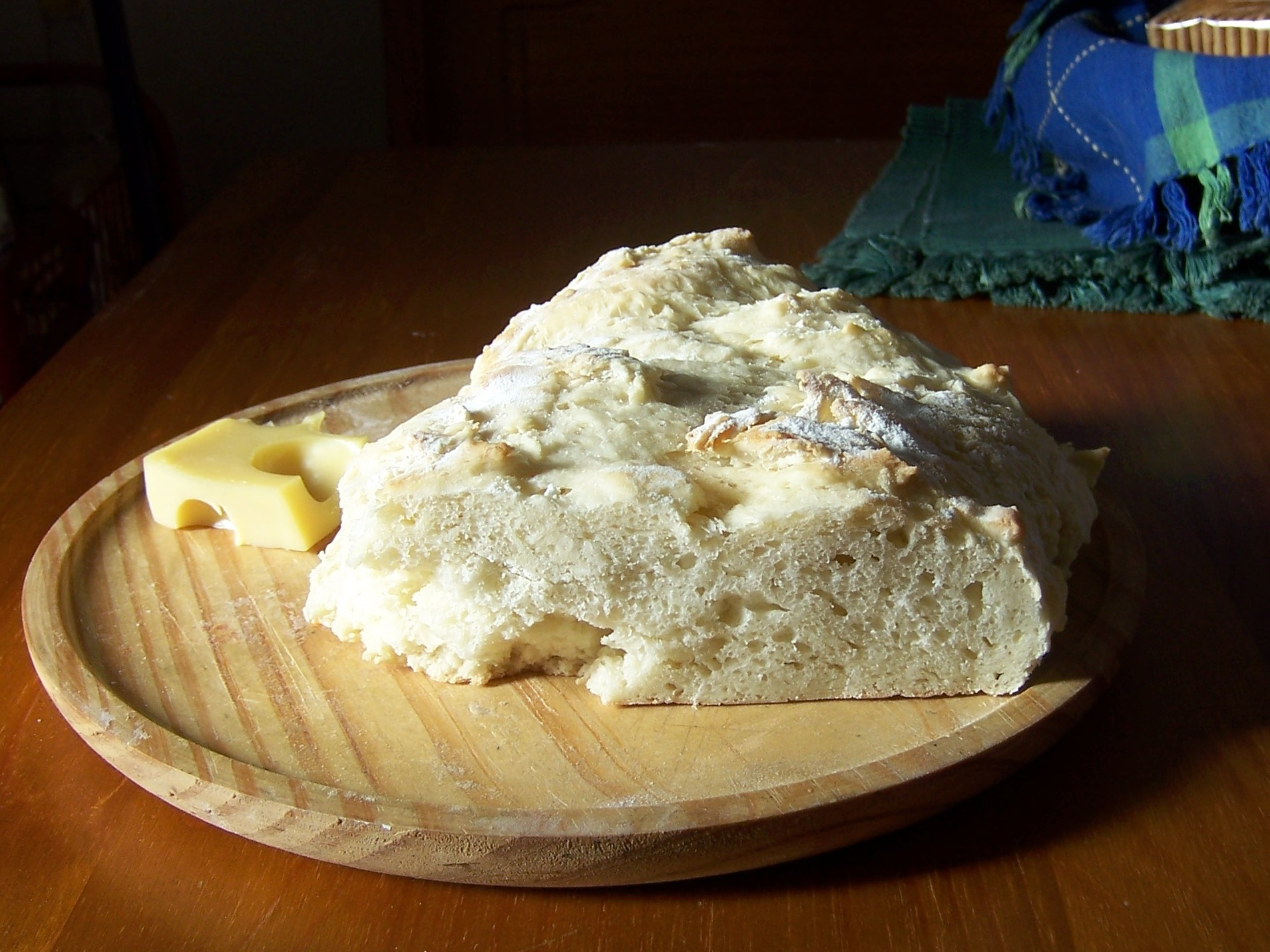
Pan casero mostrando la miga del interior.

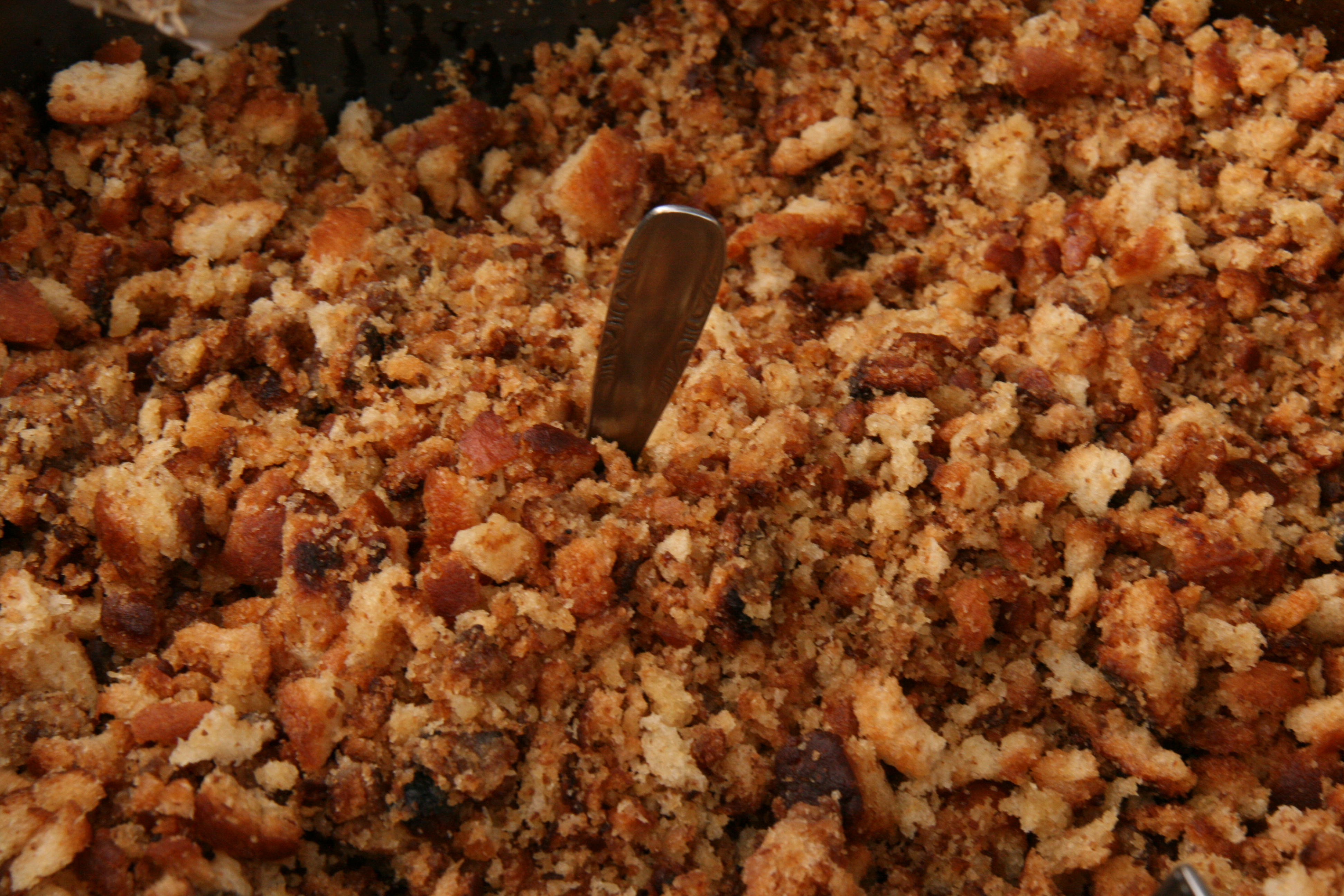
Migas de Pastor en ciertas cocinas de España.

La miga, a veces llamada migaja en España o migajón en México, es la parte blanda y esponjosa interior del pan. Al hornear la masa, su capa superficial se tuesta y endurece, desarrollándose la corteza. Ésta reduce la pérdida de humedad en el interior, quedando aireado y esponjoso.
Los agujeros o cavidades de una miga se denominan alveolos. Un pan será más o menos alveolado en función de factores como la humedad de la masa o el tiempo de fermentación.

## Características
La textura de la miga dependerá en gran medida de la harina empleada (de trigo, cebada, etc.), del tamaño del pan horneado, etc. Algunos panes no poseen miga en su interior, este es el caso de los panes planos, o de los biscuits. Algunos panes como la hogaza (pan español) se elabora para que su contenido de miga sea el mayor posible.

## Usos
Los usos de la miga de pan se centran en dos áreas, la principal es la culinaria. En ella se emplea la miga por su abundante superficie y textura como material alimenticio capaz de retener sabores. En la artística, debido a la facilidad de moldeo. Es un material empleado en la escultura de pequeñas figuritas. 

### Culinarios
El principal uso es culinario. Por regla general la miga de pan posee mayor alimento y se digiere mejor que la corteza. En la cocina española se emplea en la elaboración de algunos platos tradicionales como es el caso de las migas, las diferentes sopas (sopa de ajo, sopas de gato, etc.), así como en el salmorejo. Participa igualmente en la elaboración de ciertas gachas. Los "sándwiches de miga", muy populares en la Argentina, sobre todo en la ciudad de Buenos Aires, constituyen un plato típico de la gastronomía de ese país. En el Uruguay se los conoce con el nombre de "sándwiches de confitería".

### Artísticos
Entre otros usos artísticos es empleado como material de escultura en la elaboración de pequeñas figuritas y cuadros. Suele mezclarse con cola blanca para que adquiera una mayor consistencia, y poder moldearse posteriormente.